# Distrikt Tahuamanu
Der Distrikt Tahuamanu liegt in der Provinz Tahuamanu in der Region Madre de Dios in Südost-Peru. Der Distrikt wurde am 26. Dezember 1912 gegründet. Er erstreckt sich über eine Fläche von 3479 km². Beim Zensus 2017 wurden 3384 Einwohner gezählt. Im Jahr 1993 lag die Einwohnerzahl bei 1744, im Jahr 2007 bei 2739. Die Distriktverwaltung befindet sich in der 320 m hoch gelegenen Ortschaft San Lorenzo mit 456 Einwohnern (Stand 2017). San Lorenzo liegt 63 km südsüdöstlich der Provinzhauptstadt Iñapari am Río Tahuamanu.

## Geographische Lage
Der Distrikt Tahuamanu liegt im Amazonastiefland im Südosten der Provinz Tahuamanu. Er wird im Süden vom Río Manuripe begrenzt. Der Río Tahuamanu durchquert den Norden des Distrikts in östlicher Richtung, der Río Muymanu den Süden.
Der Distrikt Tahuamanu grenzt im Nordwesten an die Distrikte Iñapari und Iberia, im Osten an Bolivien sowie im Süden an den Distrikt Las Piedras (Provinz Tambopata).

## Ortschaften
Neben dem Hauptort gibt es folgende größere Ortschaften:
- Alerta (1336 Einwohner)
- Shiringayoc (362 Einwohner)